# Rumphi (distrikt)
Rumphi är ett av Malawis 28 distrikt och ligger i Northern Region. Huvudort är Rumphi.